# Piero Tosi

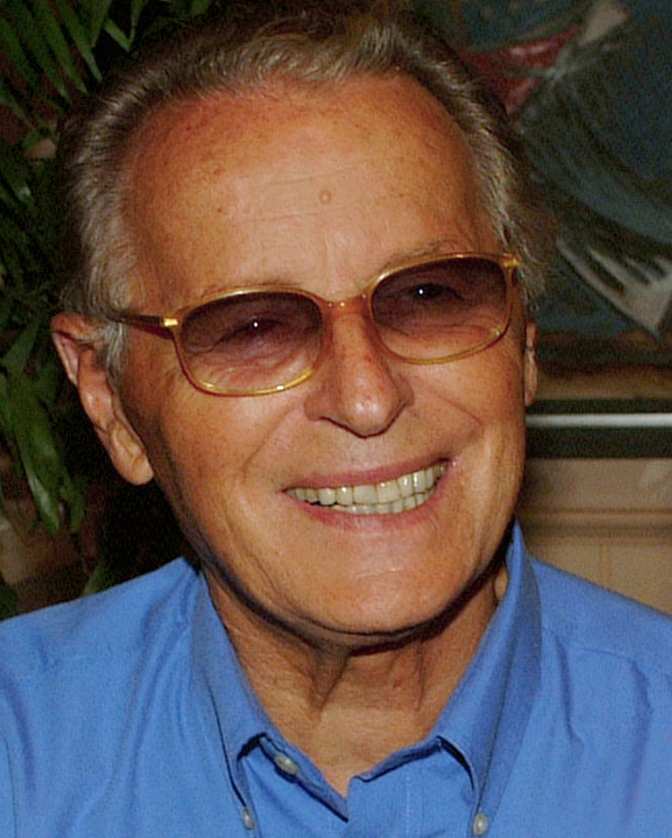
Piero Tosi (2001)

Piero Tosi (* 10. April 1927 in Sesto Fiorentino; † 10. August 2019 in Rom) war ein italienischer Kostümbildner, der fünf Mal für den Oscar für das beste Kostümdesign nominiert wurde und damit neben Patricia Norris und Howard Shoup zu denjenigen gehört, die am häufigsten in dieser Kategorie nominiert wurden, ohne den Oscar in einem Wettbewerb zu erhalten. Bei der Oscarverleihung 2014 erhielt er einen Ehrenoscar.

## Leben
Tosi studierte nach dem Schulbesuch Malerei an der Kunsthochschule in Florenz bei Ottone Rosai. Er begann seine Tätigkeit als Kostümbildner 1951 für den Film Bellissima und schuf in der Folgezeit während seiner Karriere die Kostüme für annähernd 50 Filme.
1960 gewann er erstmals den Nastro d’Argento der italienischen Filmjournalistenvereinigung (Sindacato Nazionale Giornalisti Cinematografici Italiani (SNGCI)) für das beste Kostümdesign (Migliori Costumi) in Tolpatsch macht Karriere von Mario Soldati (1959). Später erhielt er den Nastro d’Argento auch 1962 für Das Haus in der Via Roma (1961), 1963 für Senilità (1962) sowie 1964 für Der Leopard (1963). Für die Kostüme in Der Leopard war er bei der Oscarverleihung 1964 auch erstmals für den Oscar für das beste Kostümdesign in einem Farbfilm nominiert. Als seine Assistentin agierte Vera Marzot.

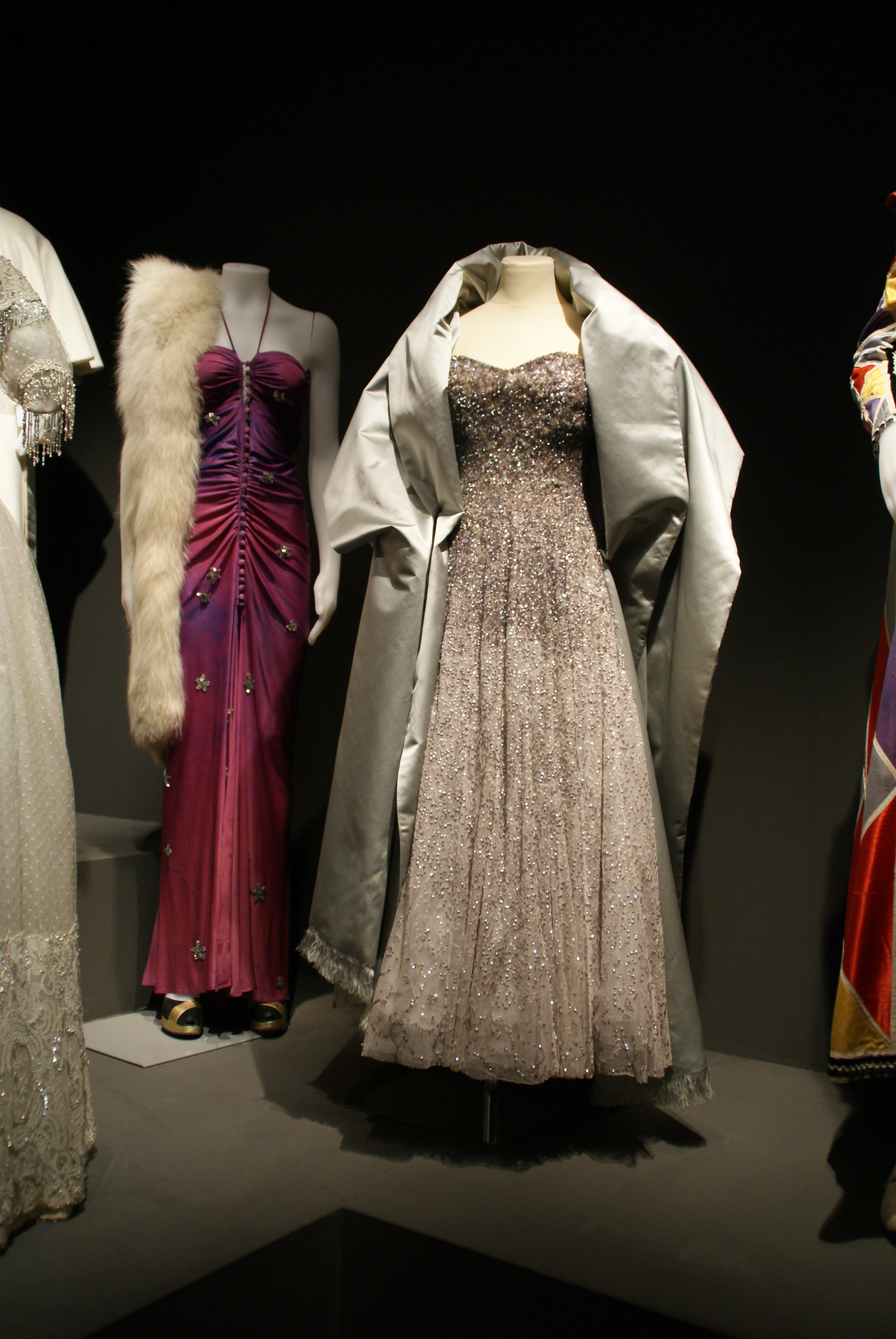
Kostüm von Charlotte Rampling im Film Der Nachtportier (1974)

Für Tod in Venedig (1971) war Tosi nicht nur bei der Oscarverleihung 1972 für das beste Kostümdesign nominiert, sondern gewann für die Kostüme 1972 abermals den Nastro d’Argento sowie erstmals den Britischen Filmpreis (Beste Kostüme).
1974 wurde er zum einen für Ludwig II. (1973) wiederum für den Oscar in der Kategorie Kostümdesign nominiert und erhielt zum anderen erneut den Nastro d’Argento für die Kostüme in Malizia (1973). Bei der Oscarverleihung 1980 folgte eine weitere Nominierung für das beste Kostümdesign zusammen mit Ambra Danon für Ein Käfig voller Narren (1978). 1981 gewann er den David di Donatello des besten Kostümdesigners (Migliore Costumista) für Die Kameliendame (1981).
Ein weiterer Erfolg war La Traviata von Franco Zeffirelli (1982). Hierfür erhielt er zum einen erneut den Nastro d’Argento sowie seinen zweiten BAFTA Award und war zum anderen zum fünften und letzten Mal bei der Oscarverleihung 1983 für das beste Kostümdesign nominiert. Für Zeffirellis Spatz (Storia di una Capinera, 1993) erhielt er neben dem David-di-Donatello des besten Kostümdesigners auch seinen letzten Nastro d’Argento.
Zuletzt wurde er mehrfach für sein Lebenswerk ausgezeichnet: 2003 mit dem Präsidenten-Preis (President’s Award) der Gilde der Kostümdesigner (Costume Designers Guild (CDG)) sowie 2006 mit dem Preis zum 50-jährigen Jubiläum des David di Donatello. 2014 erhielt er den Ehrenoscar für sein Lebenswerk.
Weitere Filme, für die Tosi die Kostüme schuf, waren Rocco und seine Brüder (1960) und Die Hausschlüssel (Le chiavi di casa, 2004). Im Laufe seiner Tätigkeit arbeitete er mit namhaften Filmregisseuren wie Gianni Amelio, Mario Soldati, Mauro Bolognini, Luchino Visconti, Salvatore Samperi, Franco Zeffirelli und Édouard Molinaro zusammen.
Einige Jahre war er Dozent an der Nationalen Filmschule (Scuola Nazionale di Cinema) des Centro Sperimentale di Cinematografia in Rom.